# Potamotrygon signata
Potamotrygon signata  (лат.) — вид скатов рода речных хвостоколов одноимённого семейства из отряда хвостоколообразных скатов. Обитает в тропических водах бассейна реки Парнаибы, Южная Америка. Максимальная зарегистрированная ширина диска 32 см. Грудные плавники этих скатов образуют округлый диск, длина которого слегка превышает ширину. Спинные и хвостовой плавники отсутствуют. В средней части хвостового стебля расположен ядовитый шип. Размножаются яйцеживорождением. Рацион состоит в основном из ракообразных. Не являются объектом целевого лова.

## Таксономия
Впервые вид был научно описан в 1913 году. Видовой эпитет происходит от слова лат. signum — «знак», «печать».  

## Ареал
Potamotrygon signata обитают в Южной Америке, в бассейне реки Парнаибы на территории Бразилии. Вероятно, во время сезона дождей скаты заходят в нижние притоки реки, а в засушливый возвращаются в основное русло.  

## Описание
Широкие грудные плавники Potamotrygon signata срастаются с головой и образуют овальный диск. Спинные плавники и хвостовой плавник отсутствуют. Позади глаз расположены брызгальца. Брюшные плавники закруглены и почти полностью прикрыты диском. На вентральной стороне диска расположены ноздри и 5 пар жаберных щелей. На дорсальной поверхности хвостового стебля имеется ядовитый шип. Каждые 6—12 месяцев он обламывается и на его месте вырастает новый. У основания шипа расположены железы, вырабатывающие яд, который распространяется по продольным канавкам. В обычном состоянии шип покоится в углублении из плоти, наполненном слизью и ядом. 
Максимальная зарегистрированная ширина диска 30 см.

## Биология
Вероятно, подобно прочим хвостоколообразным Potamotrygon signata размножаются яйцеживорождением.

## Взаимодействие с человеком
Эти скаты не являются объектом целевого промыла. Вид страдает от ухудшения условий среды обитания, обусловленного антропогенными факторами. Данных для оценки Международным союзом охраны природы статуса сохранности вида недостаточно.